# Märta Laurentzi
Märta Laurentzi Johnsson, född 1 december 1916 i Algutsboda i Kronobergs län, död 17 januari 1975 i Båstad, var en svensk målare och slöjdlärare. Hon var dotter till slöjdläraren Anna Laurentia Pettersson från Göteborg och från 1970 gift med Ragnar Rudolf Johnsson.
Laurentzi studerade vid Nääs slöjdlärarseminarium 1936, för Nils Nilsson vid Valands målarskola i Göteborg 1939–1943 och för Isaac Grünewald 1942 samt under studieresor till Norge och Danmark. Separat ställde hon ut i Göteborg 1941, på Söders konstsalonger 1946, och på Eskilstuna konstmuseum 1948. Tillsammans med Barbro Elmqvist-Leyman och Märta Gustafson ställde hon ut på Olsens konstsalong i Göteborg 1949. Hon medverkade i Decemberutställningarna på Göteborgs konsthall och i samlingsutställningar med Sveriges allmänna konstförening. Hennes konst består av modellstudier, stilleben, självporträtt, landskap från Tjörn, betande kor, blommor i expressionistisk stil utförda i olja eller pastell. Laurentzi är representerad vid Eskilstuna konstmuseum, Örebro läns museum och Kalmar läns museum.

### Fotnoter
1. ↑  Utdrag ur Algutsbodas födelsebok 1916
2. ↑  Sveriges dödbok 1901–2013
3. ↑  Konstrecension i Svenska Dagbladet 3 oktober 1946
4. ↑  Metropol auktioner